# Huashanentulus
Huashanentulus es un género de Protura en la familia Acerentomidae.

## Especies
- Huashanentulus huashanensis Yin, 1980